# Ecurie Nationale Belge
 Ecurie Nationale Belge  també anomenada  Equipe Nationale Belge  o ENB va ser un equip belga de cotxes de competició que va arribar a disputar curses a la Fórmula 1.
E.N.B. va ser creada als anys '50 i van debutar a la F1 a la temporada 1955 amb monoplaces d'altres marques com Ferrari, Cooper, Lotus i Emeryson.
Ecurie Nationale Belge va disputar també una cursa, el GP d'Alemanya a la temporada 1962 amb monoplaça propi, i de la mà del pilot Lucien Bianchi van finalitzar la prova en setzena posició, però aquesta va ser l'única ocasió en què van córrer amb vehicle propi.

## Palmarès a la F1
- Curses pròpies/ altres xassís:  1 / 8
- Victòries: 0 / 0
- Podiums: 0 / 0
- Punts: 0 / 1 (GP. Bèlgica'60)